# Folyamatos múlt
A grammatikában a folyamatos múlt egyes nyelvekben létező vagy létezett igeidő-alak. A legáltalánosabban olyan cselekvést, történést, állapotot stb. fejez ki, amely folyamatban volt a beszédidőhöz viszonyítva a múlt egy bizonyos időszakában. Egyben a folyamatos igeszemléletet (aspektust) is kifejezi, tehát nincs beleértve, hogy volt egy befejeződési pillanata, gyakran meg az sem, hogy volt egy kezdeti pillanata. A folyamatos multú ige cselekvése gyakran egyidejű egy másik, ugyancsak múltbeli cselekvéssel, amelynek mintegy hátteréül szolgál, azaz éppen tartott, amikor a másik cselekvés történt.
Kijelentő módban a folyamatos múlt idejű cselekvés nem mindig viszonyul más cselekvéshez. Ekkor lehet leíró vagy elbeszélő funkciója. Máskor szokásosan ismétlődő cselekvést fejez ki.
A folyamatos múlt megvolt már a indoeurópai alapnyelvben, és örökölték az indoeurópai nyelvek. Valamennyi ideig mindegyikben megvolt. A 21. században is megvan például az újlatin nyelvekben és egyes szláv nyelvekben. A magyar nyelvben is volt folyamatos múlt (pl. vár vala), még a középmagyar korban is. A 21. századi magyarban általában az igekötő nélküli múlt idejű ige fejezi ki a folyamatos múltat.
Egyes nyelvekben, mint a francia, az olasz vagy a spanyol van folyamatos múlt idő úgy kijelentő módban, mint kötőmódban. Az utóbbi a magyar nem parancsoló vagy tiltó funkciójú felszólító módnak felel meg. Másokban, mint a román vagy egyes szláv nyelvek csak kijelentő módban van folyamatos múlt.

## A latin nyelvben

### Kijelentő módban
A latinban kijelentő módban a folyamatos múlt jele a -bā- szuffixum (egyes személyalakok fonetikai környezetében rövid a -val) a főnévi igenév -re végződés nélküli alakja és a személyragok között. Ezek azonosak a kijelentő mód jelen idő ragjaival, kivéve az egyes szám első személyét, amely -m.
Szabályos cselekvő igék ragozása:
| Személy | 1. ragozás amāre ’szeretni’ | 2. ragozás vidēre ’látni’ | 3. ragozás dūcere ’vezetni’ | -iō végződéses 3. ragozás capere ’venni’ | 4. ragozás sentīre ’érezni’ |
| ------- | --------------------------- | ------------------------- | --------------------------- | ---------------------------------------- | --------------------------- |
| E. 1.   | amābam                      | vidēbam                   | dūcēbam                     | capiēbam                                 | sentiēbam                   |
| E. 2.   | amābās                      | vidēbās                   | dūcēbās                     | capiēbās                                 | sentiēbās                   |
| E. 3.   | amābat                      | vidēbat                   | dūcēbat                     | capiēbat                                 | sentiēbat                   |
| T. 1.   | amābāmus                    | vidēbāmus                 | dūcēbāmus                   | capiēbāmus                               | sentiēbāmus                 |
| T. 2.   | amābātis                    | vidēbātis                 | dūcēbātis                   | capiēbātis                               | sentiēbātis                 |
| T. 3.   | amābant                     | vidēbant                  | dūcēbant                    | capiēbant                                | sentiēbant                  |

Példa mondatban: Herculēs stābulum sordidum pūrgābat ’Hercules a szennyes istállót tisztította’.

### Kötőmódban
Kötőmódban is van folyamatos múlt. Úgy alakul, hogy a főnévi igenév meghosszabbított végső -e-s alakjához ugyanazokat a ragokat adják hozzá, mint kijelentő módban. Példák:
| Személy | 1. ragozás | 2. ragozás (docēre ’tanítani’) | 3. ragozás | -iō végződéses 3. ragozás | 4. ragozás (audīre ’hallani’) |
| ------- | ---------- | ------------------------------ | ---------- | ------------------------- | ----------------------------- |
| E. 1.   | amārem     | docērem                        | dūcerem    | caperem                   | audīrem                       |
| E. 2.   | amārēs     | docērēs                        | dūcerēs    | caperēs                   | audīrēs                       |
| E. 3.   | amāret     | docēret                        | dūceret    | caperet                   | audīret                       |
| T. 1.   | amārēmus   | docērēmus                      | dūcerēmus  | caperēmus                 | audīrēmus                     |
| T. 2.   | amārētis   | docērētis                      | dūcerētis  | caperētis                 | audīrētis                     |
| T. 3.   | amārent    | docērent                       | dūcerent   | caperent                  | audīrent                      |

A kötőmód folyamatos múltat bizonyos típusú mellékmondatokban használják, például a célhatározóiban, amikor a főmondat állítmánya valamelyik múlt idejű, pl. Nāvigābam ut ad īnsulam venīrem ’Haladtam hajómmal, hogy a szigethez érjek’ (szó szerint ’Hajóztam...’).

## A franciában

### Kijelentő módban
A francia nyelvben kijelentő módban az első és a harmadik ragozási osztályú igék folyamatos múltjának az alapja a kijelentő mód jelen idő többes szám első személy rag nélküli alakja. A második ragozású igék esetében az alap az igető és a hozzáadott -iss- szuffixum. Ezeket a alapokat az igeidő jellegzetes személyragjai követik. Példák:
| Személy | 1. ragozás nous chantons ’énekelünk’ | 2. ragozás nous finissons ’befejezünk’ | 3. ragozás nous voulons ’akarunk’ |
| ------- | ------------------------------------ | -------------------------------------- | --------------------------------- |
| E. 1.   | je chantais                          | je finissais                           | je voulais                        |
| E. 2.   | tu chantais                          | tu finissais                           | tu voulais                        |
| E. 3.   | il/elle chantait                     | il/elle finissait                      | il/elle voulait                   |
| T. 1.   | nous chantions                       | nous finissions                        | nous voulions                     |
| T. 2.   | vous chantiez                        | vous finissiez                         | vous vouliez                      |
| T. 3.   | ils/elles chantaient                 | ils/elles finissaient                  | ils/elles voulaient               |

Megjegyzések:
1. A francia helyesírás főleg a hagyományörzés elvét követi, ezért négy rag egyformán hangzik. Ez szükségessé teszi azt, hogy az alanyt csaknem mindig külön szó fejezze ki.
2. A francia nyelv két grammatikai nemet fejez ki: a hímnemet és a nőnemet. Így a személyes névmásnak harmadik személyben két alakja van: il(s) (hn.) és elle(s) (nn.).

A folyamatos múlt mindegyik igenemben megvan:
- A fenti példák cselekvő igék.
- A visszaható igék esetében a visszaható névmások társulnak az igéhez (pl. je me lavais ’mosakodtam’).[11] Ilyenek a kölcsönösséget kifejező igék is, valamint olyan cselekvő vagy szenvedő igék, amelyeknek csak az alakja visszaható.[12]
- A szenvedő igék folyamatos múltú alakja összetett. Segédigéje a létige folyamatos múltú alakja, második összetevője pedig a lexikai jelentésű ige múlt idejű melléknévi igeneve, pl. L’objet était soigneusement enveloppé ’A tárgy gondosan be volt csomagolva’.[13]

A folyamatos múlt alapfunkciói az alábbiak:
- Egy másik múlt idejű ige háttereként szolgál: Je partais quand Pierre s’est réveillé ’Éppen indultam, amikor Pierre felébredt’.[4]
- Bizonyos mellékmondat-típusokban, ha az alapige valamelyik múlt idejű, az igeidő-egyeztetés egyik szabálya szerint a magyar kijelentő mód jelen időnek felel meg: Elle m’a dit que la porte était fermée ’Azt mondta, hogy az ajtó zárva van’.[4]
- A múltban szokásosan ismétlődő cselekvést fejez ki: Le soir, je rentrais à pied ’Este általában gyalog mentem haza’.[4]
- Leírásra vagy elbeszélésre használatos: Du haut de la colline, on apercevait un petit village dont les toits brillaient au soleil ’A hegy tetejéről kicsi falu volt látható, amelyben a háztetők a nap fényében csillogtak.[10]

Ennek a folyamatos múltnak nem jellegzetes használatai is vannak, amelyekben a magyar feltételes mód jelen időnek felel meg:
- olyan szerkezetekben, amelyekben a feltételes si-nek nevezett kötőszó használatos:
  - feltételes mellékmondatban: Si j’avais le temps, j’irais au cinéma ’Ha lenne időm, moziba mennék’;[4]
  - egyéb típusú mellékmondatokban:

Madame Rodier s'habille comme si elle avait vingt ans ’Rodier asszony úgy öltözködik, mintha húsz éves lenne’;
Même si tout le monde était d'accord pour protéger l'environnement, beaucoup de gens ne respecteraient pas la réglementation ’Akkor is, ha mindenki egyetértene a környezet megvédése kérdésében, sokan nem tartanák be a szabályokat’;
- kérés enyhítése: Excusez-moi de vous déranger ; je voulais vous demander un renseignement ’Elnézést a zavarásért; érdeklődni szeretnék valamiről’[10]
- kívánság vagy sajnálat kifejezése: Ah ! si j'étais plus jeune ! ’Ó! ha fiatalabb lennék!’[10]

### Kötőmódban
Ebben az igemódban a folyamatos múltnak az egyszerű múlt egyes szám első személyű alakjának írott, de nem kiejtett betűje nélküli alak szolgál alapul. Ehhez az -ss- szuffixum járul (kivéve E. 3.-ban), és a személyragok. A que kötőszó is mindig előtte áll, mint a mód jele általában. Példák:
| Személy | 1. ragozás je parlai ’beszéltem’ | 2. ragozás je finis ’befejeztem’ | -u- jellegzetes magánhangzójú 3. ragozás je voulus ’akartam’ | -i- jellegzetes magánhangzójú 3. ragozás je vis ’láttam’ |
| ------- | -------------------------------- | -------------------------------- | ------------------------------------------------------------ | -------------------------------------------------------- |
| E. 1.   | que je parlasse                  | que je finisse                   | que je voulusse                                              | que je visse                                             |
| E. 2.   | que tu parlasses                 | que tu finisses                  | que tu voulusses                                             | que tu visses                                            |
| E. 3.   | qu'il/elle parlât                | qu'il/elle finît                 | qu'il/elle voulût                                            | qu'il/elle vît                                           |
| T. 1.   | que nous parlassions             | que nous finissions              | que nous voulussions                                         | que nous vissions                                        |
| T. 2.   | que vous parlassiez              | que vous finissiez               | que vous voulussiez                                          | que vous vissiez                                         |
| T. 3.   | qu'ils/elles parlassent          | qu'ils/elles finissent           | qu'ils/elles voulussent                                      | qu'ils/elles vissent                                     |

Ezt az alakot a 21. században csak a választékos nyelvi regiszter írott alakjában használják, főleg a hagyományos szépirodalom nyelvében, és csaknem kizárólag egyes szám harmadik személyben. Régebben is csak bizonyos múlt idejű alapigék mellékmondataiban, az igeidő-egyeztetés egyik szabálya szerint használták, pl. « Il prenait mille précautions pour que sa femme ne soupçonnât pas ce nouvel amour » ’Ezer óvatossági intézkedést tett, hogy a felesége még csak ne is gyaníthassa ezt az új szerelmet’ (Marcel Proust). A szokásos regiszterben úgymond nem tartják be ezt a szabályt, és a kötőmód jelen idejét használják.

## A spanyolban

### Kijelentő módban
A spanyol kijelentő mód folyamatos múltjának alakjában megmaradt az első ragozási osztályban a latin -ba- szuffixum, de a többi osztályban ehelyett az -í- szuffixum van. A szabályos ragozású igék esetében alapja a főnévi igenév -ar, -er, illetve -ir végződés nélküli alakja. Példák:
| Személy | 1. ragozás cantar ’énekelni’ | 2. ragozás comer ’enni’ | 3. ragozás partir ’elmenni’ |
| ------- | ---------------------------- | ----------------------- | --------------------------- |
| E. 1.   | cantaba                      | comía                   | partía                      |
| E. 2.   | cantabas                     | comías                  | partías                     |
| E. 3.   | cantaba                      | comía                   | partía                      |
| T. 1.   | cantábamos                   | comíamos                | partíamos                   |
| T. 2.   | cantabais                    | comíais                 | partíais                    |
| T. 3.   | cantaban                     | comían                  | partían                     |

A spanyol kijelentő mód folyamatos múltú alakjának specifikus használatai ugyanazok, mint a francia megfelelő igealakéi:
- egy másik cselekvés háttere: Sole tocaba el piano cuando su hermana entró en el salón ’Sole zongorázott, amikor nővére belépett a szalonba’;
- szokásosan ismétlődő cselekvés: Nos veíamos todas las semanas ’Minden héten találkoztunk’;
- leíró vagy elbeszélő funkció: Estaba enfermo ’Beteg voltam’ vagy ’Beteg volt’.

A magyar feltételes mód jelen idő megfelelőjeként nem specifikus használatokban:
- egyszerű mondatban: Yo que tú lo hacía ’A te helyedben megtenném’;[18]
- a bizalmas regiszterben, feltételes mellékmondat főmondatában, feltételes mód jelen idő helyett, miközben a mellékmondat állítmánya feltételes mód jelen időben áll: Si me ofrecieran el puesto lo aceptaba ’Ha felajánlanák nekem az állást, elfogadnám’.[19]

### Kötőmódban
Ebben a módban a folyamatos múlt alakjának alapja az egyszerű múlt többes szám harmadik személy -ron nélküli alakja. Két paradigmája van:
1. paradigma:
| Személy | 1. ragozás cantaron ’énekeltek’ | 2. ragozás comieron ’ettek’ | 3. ragozás partieron ’elmentek’ |
| ------- | ------------------------------- | --------------------------- | ------------------------------- |
| E. 1.   | cantara                         | comiera                     | partiera                        |
| E. 2.   | cantaras                        | comieras                    | partieras                       |
| E. 3.   | cantara                         | comiera                     | partiera                        |
| T. 1.   | cantáramos                      | comiéramos                  | partiéramos                     |
| T. 2.   | cantarais                       | comierais                   | partierais                      |
| T. 3.   | cantaran                        | comieran                    | partieran                       |

2. paradigma:
| E. 1. | cantase    | comiese    | partiese    |
| E. 2. | cantases   | comieses   | partieses   |
| E. 3. | cantase    | comiese    | partiese    |
| T. 1. | cantásemos | comiésemos | partiésemos |
| T. 2. | cantáseis  | comieseis  | partieseis  |
| T. 3. | cantasen   | comiesen   | partiesen   |

A spanyol nyelvben ezt az igealakot mellékmondatokban használják, mint a franciában, de nem a francia megfelelője funkcióival. Feltételes mód jelen idejű igéhez is viszonyulhat, és akkor nem helyezi a cselekvést a múltba:
- utóidejűség kifejezése valamelyik múlt idejű alapigéhez viszonyítva: Esperaba que llamara/llamase pronto ’Azt reméltem, hogy hamarosan felhív’;[20]
- feltételes si kötőszós mellékmondatokban:[21]

Si vinieras/vinieses conmigo, te lo contaría todo ’Ha velem jönnél, mindent elmesélnék neked’;
Aunque vinieras conmigo, no te diría nada ’Még ha velem jönnél, akkor se mondanék neked semmit’;
Usted actuó como si no supiera nada ’Maga/Ön úgy cselekedett, mintha nem tudna semmit’.

## Az olaszban

### Kijelentő módban
A három szabályos ragozási osztályban az olasz kijelentő mód folyamatos múlt alakja az igető + az osztály jellegzetes magánhangzója (-a-, -e-, illetve -i-) + a latin -ba- suffixumból származó -v- + személyrag Példák:
| Személy | 1. ragozás parlare ’beszélni’ | 2. ragozás credere ’hinni’ | 3. ragozás dormire ’aludni’ | jelen időben -isc- szuffixumos 3. ragozás finire ’befejezni’ |
| ------- | ----------------------------- | -------------------------- | --------------------------- | ------------------------------------------------------------ |
| E. 1.   | parlavo                       | credevo                    | dormivo                     | finivo                                                       |
| E. 2.   | parlavi                       | credevi                    | dormivi                     | finivi                                                       |
| E. 3.   | parlava                       | credeva                    | dormiva                     | finiva                                                       |
| T. 1.   | parlavamo                     | credevamo                  | dormivamo                   | finivamo                                                     |
| T. 2.   | parlavate                     | credevate                  | dormivate                   | finivate                                                     |
| T. 3.   | parlavano                     | credevano                  | dormivano                   | finivano                                                     |

Funkciók:
- más múltbeli cselekvés háttere: Guardavo la televisione quando c’è stato il terremoto ’Éppen tévét néztem, amikor a földrengés volt’;
- szokásosan ismétlődő cselekvés: Prendevamo sempre il caffè alle 11.00 ’Mindig 11 órakor kávéztunk’;
- leíró vagy elbeszélő: Era mezzanotte, pioveva e la macchina correva silenziosa ’Éjfél volt, esett az eső, és a kocsi halkan haladt’;
- kérés enyhítése: Volevo delle rose ’Rózsákat szeretnék venni’;
- a múltban megvalósulatlan cselekvés, ugyancsak a múltban nem teljesült feltétel miatt, a bizalmas regiszterben: Se andavi più piano non facevi l’incidente ’Ha lassabban vezettél volna, nem okoztál volna balesetet’.

### Kötőmódban
A kötőmódú folyamatos múlt alakja igető + a ragozási osztály specifikus magánhangzója + az -ss- szuffixum + személyrag. Példák:
| E. 1. | parlassi   | credessi   | dormissi   | finissi   |
| E. 2. | parlassi   | credessi   | dormissi   | finissi   |
| E. 3. | parlassi   | credessi   | dormissi   | finissi   |
| T. 1. | parlassimo | credessimo | dormissimo | finissimo |
| T. 2. | parlaste   | credeste   | dormiste   | finiste   |
| T. 3. | parlassero | credessero | dormissero | finissero |

Az olasz kötőmód múlt időt főleg tárgyi mellékmondatban használják egyidejűséget kifejezendő valamelyik múlt időben álló alapigéhez viszonyítva, pl. Speravo che tu capissi ’Azt reméltem, hogy érted’. Az alapige feltételes mód jelen idejű is lehet, és akkor a kötőmód múlt idejű ige az alapige alanya által kívánt cselekvést fejez ki: Vorrei che voi parlaste con il capo ’Azt szeretném, hogy beszéljetek a főnökkel’. A jelenre vonatkozó feltételt is kifejezhet: Compreresti una Rolls Royce, se avessi i soldi? ’Vennél egy Rolls Royce-t, ha lenne pénzed?’

## A románban
A román nyelv csak a latin kijelentő mód folyamatos múltat örökölte. Jele az -a- szuffixum az első és a negyedik ragozási osztályhoz tartozó, -î végződésű főnévi igeneves igék esetében. Egy másik jel, -ea-, a második és a harmadik ragozás, valamint a negyedik ragozáshoz tartozó, -i végződésű főnévi igeneves igék sajátja. Példák:
| Személy | 1. ragozás a aduna ’gyűjteni’ | 2. ragozás a părea ’tűnni’ | 3. ragozás a începe ’kezdeni’ | -î- magánhangzós 4. ragozás a coborî ’lemenni’ | -i- magánhangzós 4. ragozás a iubi ’szeretni’ |
| ------- | ----------------------------- | -------------------------- | ----------------------------- | ---------------------------------------------- | --------------------------------------------- |
| E. 1.   | adunam                        | începeam                   | păream                        | coboram                                        | iubeam                                        |
| E. 2.   | adunai                        | începeai                   | păreai                        | coborai                                        | iubeai                                        |
| E. 3.   | aduna                         | începea                    | părea                         | cobora                                         | iubea                                         |
| T. 1.   | adunam                        | începeam                   | păream                        | coboram                                        | iubeam                                        |
| T. 2.   | adunați                       | începeați                  | păreați                       | coborați                                       | iubeați                                       |
| T. 3.   | adunau                        | începeau                   | păreau                        | coborau                                        | iubeau                                        |

A román folyamatos múlt jellegzetes használatai ugyanazok, mint a többi újlatin nyelvben:
- más múltbeli cselekvés háttere: În timp ce mânca, a sunat telefonul ’Miközben evett, csengett a telefon’;
- szokásosan ismétlődő cselekvés: Se certau mereu ’Folyton veszekedtek’;
- leírás vagy elbeszélés: Acolo locuiam în copilărie ’Ott laktam/laktunk gyerekkoromban’.

Mint az olaszban, a folyamatos múlt feltételes mellékmondat állítmányának és alapigéjének az alakja is lehet a feltételes mód múlt idő helyett: Dacă știam, veneam și eu ’Ha tudtam volna, én is eljöttem volna.

## Az angolban
Az angol nyelv több igealakkal fejezi ki a folyamatos múltat. Ezek eloszlása attól függ, hogy mely használatáról van szó, és hogy milyen természetű az ige.
A folyamatos szemléletű elbeszélő cselekvéseket a past continuous ’folyamatos múlt’ fejezi ki, amely a be létige past simple ’egyszerű múlt’ nevű alakjával és a lexikai jelentésű ige active participle ’cselekvő melléknévi igenevével’ alakul, pl. At quarter to eleven I was walking home ’Háromnegyed tizenegykor hazafelé mentem’.
A múltbeli leíró állapotok kifejezése inkább az egyszerű múltat igényli: My grandmother loved this house ’Nagyanyám nagyon szerette ezt a házat’. Egyébként az egyszerű múlt befejezett szemléletű múltbeli cselekvések kifejezésére is használt.
Más múltbeli cselekvés háttereként ugyancsak a folyamatos múlt használatos: Tim was washing his hair when the doorbell rang ’Tim éppen hajat mosott, amikor csengettek az ajtón’.
Az igeidő-egyeztetés a múlt terén nagyjából úgy működik, mint a franciában, tehát például függő beszédben a főmondat valamelyik múlt idejű állítmányával való egyidejűséget a mellékmondat állítmánya a folyamatos jelentésű egyszerű múlttal fejezi ki, amelynek ekkor a magyarban a jelen idő felel meg: Leon said he was tired, so he had a rest ’Leon azt mondta, hogy fáradt, ezért lepihent’.
A múltban szokásosan ismétlődő cselekvés kifejezésére több igealak van:
- a folyamatos múlt: Do you remember Mr Adams? He was always quoting Shakespeare ’Emlékszel Adams úrra? Mindig Shakespeare-ből idézett’;[26]
- a use ’szokni’ egyszerű múltú alakja + a to-val jelzett főnévi igenév: I used to come here when I was a child ’Ide szoktam jönni, amikor gyerek voltam’;[28]
- a will ’akarni’ egyszerű múltú alakja + a to nélküli főnévi igenév: Tom would always arrive late ’Tom mindig későn érkezett’;[28]
- az egyszerű múlt: The children always played in the garden ’A gyerekek mindig a kertben játszottak’.[29]

## Szláv nyelvekben
A szláv alapnyelvben, amely dokumentálatlan, de rekonstruált, volt kijelentő módú folyamatos múlt. Mindegyik szláv nyelv örökölte, és mindegyikben fennmaradt egy ideig. Írásban először az ószláv nyelvben jelent meg. A modern szláv nyelvek többségéből, mint az orosz, kiveszett, mivel már az alapnyelvben kezdett kifejlődni a folyamatos és a befejezett igeszemléletek rendszere. Azokban a nyelvekben, amelyekből kiveszett a folyamatos múlt, átvette funkcióit a folyamatos igék múlt ideje. Mégis egyes nyelvekben fennmaradt. Közülük a legjobban a bolgár nyelv és a macedón őrizte meg. Példamondat a bolgárból szokásosan ismétlődő cselekvés kifejezésére: Той се хилеше, щом го зърнеше отдалеч Toj sze hilese, stom go zarnese otdalecs ’Mosolygott, amint messziről meglátta’.
A közép-délszláv diarendszer nyelveiben (BHMSz) is fennmaradt a folyamatos múlt, de csak a szépirodalomban. A szokásos regiszterben, a sajtóban, a közigazgatás nyelvezetében és a tudományokéban funkcióit a folyamatos igék perfekt-nek nevezett múlt ideje fejezi ki. Egyébként csak folyamatos igék esetében alakul a folyamatos múlt úgy, hogy az igetőhöz járul egy ragozási osztálytól függő szuffixum, és ehhez a személyragok. Hét szuffixuma van a folyamatos múltnak, közülük öt azonos azzal, amely a főnévi igenév -ti szuffixuma előtt áll, kettő pedig csak a folyamatos múltra jellemző. Például a kopati ’ásni’ ige esetében az -a- szuffixum a folyamatos múlté is, de a hvaliti ’dicsérni’ esetében a főnévi igenévben az -i- suffixum van, a folyamatos múlt alakjában pedig a -ja- szuffixum. Ragozásuk folyamatos múlt időben az alábbi:
| E. 1. | kopah   | hvaljah   |
| E. 2. | kopaše  | hvaljaše  |
| E. 3. | kopaše  | hvaljaše  |
| T. 1. | kopasmo | hvaljasmo |
| T. 2. | kopaste | hvaljaste |
| T. 3. | kopahu  | hvaljahu  |

A BHMSz-ben a folyamatos múlt funkciói:
- leírás vagy elbeszélés: Stanovahu na kraju grada ’A város szélén laktak’;[34]
- szokásosan ismétlődő cselekvés: Proljeća dolažahu kasno ’A tavasz mindig későn érkezett’ (szó szerint ’Tavaszok érkeztek későn’).[35]

## Kapcsolódó szócikk
- Múlt idő (nyelvészet)